# Gouvernement Jenisej
Het gouvernement Jenisej (Russisch: Енисейская губерния; Jenisejskaja goebernia) was van 1822 tot 1925 een gouvernement (goebernija) van het Russische Rijk. De hoofdstad was Krasnojarsk. Het gebied kwam grotendeels overeen met de huidige kraj Krasnojarsk. Het gouvernement grensde aan het Chinese Rijk, de oblast Jakoetsk, het gouvernement Irkoetsk, het gouvernement Tomsk, het gouvernement Tobolsk en de Noordelijke IJszee. De hoofdstad was Krasnojarsk.

## Wapen
Het wapen van het gouvernement werd ingesteld op 5 juli 1878 en toont een donkerrood schild met daarop de afbeelding van gouden leeuw met azuurblauwe ogen en tong en zwarte klauwen, waarbij de rechter klauw een sikkel vasthoudt. Het schild wordt bekroond door een keizerskroon en wordt omringd door gouden eikenbladeren verbonden met een Andreas-lint. In 1886 liet de afdeling Wapens van het Departement Heraldiek de versierselen verwijderen van de stadsborden. De leeuw symboliseerde kracht en dapperheid en de sikkel en de schep gaven de belangrijkste beroepen van de inwoners weer; landbouw en de winning van delfstoffen (met name goud).

## Geschiedenis

### 17e eeuw
Tot 1629 hadden de Russen het nieuwe gebied van de huidige kraj Krasnojarsk bestuurlijk ingedeeld bij het enorme gouvernement van de stad Tobolsk. Daarna werden de ostroggen Jenisejsk, Krasnojarsk en Kansk en omliggend gebied toegewezen aan de jurisdictie van Tomsk. In 1676 kreeg Jenisejsk de status van stad en werden alle plaatsen langs de Jenisej en gebieden aan oostzijde daarvan (tot in de Transbaikal) hieraan ondergeschikt gemaakt.

### 18e eeuw
In 1708 voerde Peter de Grote zijn beroemde bestuurlijke systeem in waarbij binnen het Russische rijk de eerste 8 gouvernementen werden ingesteld, die werden onderverdeeld in provincies. Siberië en een deel van de Cis-Oeral werden hierbij onderdeel van het gouvernement Siberië met als centrum Tobolsk.
Het bestuur van het gouvernement was lastig door de enorme afstanden en het grotendeels ontbreken van verbindingen. Hierdoor werd daarop gezocht naar bestuurlijke veranderingen. In 1719 werden drie provincies ingesteld binnen het gouvernement Siberië: Vjatka, Solikamsk en Tobolsk en vijf jaar later werden de provincies Irkoetsk en Jenisej ingesteld, waarbij de laatste haar centrum had in de stad Jenisejsk. Binnen de provincie Jenisej werden de volgende oejezden (districten) geformeerd: Mangazejski, Jenisejski, Krasnojarski, Tomski, Koeznetski, Narymski en Ketski.
In 1764 liet Catharina de Grote een nieuwe bestuurlijke hervorming doorvoeren, waarbij het gouvernement Irkoetsk werd ingesteld, waarbinnen ook de provincie Jenisej viel. Twee decennia later werd de provincie Jenisej opgeheven en weren haar oejezden tot onderdeel gemaakt van drie provincies: Tobolsk (Jenisej en Atsjinsk), Irkoetsk en Kolyvan (de stad Krasnojarsk).
In 1797 werden alle gebieden in het stroomgebied van de Jenisej toegevoegd aan een gebied dat van 1804 tot 1822 onderdeel vormde van het gouvernement Tomsk.

### 19e eeuw
Om het bestuur meer te centraliseren werd in 1803 het overkoepelende generaal-gouvernement Siberië opgericht met Irkoetsk als bestuurscentrum. Hierin werden opgenomen de gouvernementen Irkoetsk, Tobolsk en Tomsk. In 1822 werd het 
generaal-gouvernement Siberië opgeheven en kwamen hiervoor in de plaats de gouvernementen-generaal West-Siberië (centrum: Tobolsk) en Oost-Siberië (centrum: Irkoetsk). Dat jaar tekende keizer Alexander I, op voorstel van graaf Speranski die de Russisch-Siberische bezittingen inspecteerde, een oekaze waarmee het gouvernement Jenisej werd opgericht met daarbinnen vijf okroegen: Krasnojarsk, Jenisejsk (met het gebied rond Toeroechansk), Atsjinsk, Minoesinsk en Kansk. De bestuurszetel werd geplaatst in Krasnojarsk.
Op 26 februari 1831 publiceerde de Regerende Senaat de oekaze "over de inrichting van [een] postdienst in het gouvernement Jenisej". In Krasnojarsk werd het gouvernementspostkantoor geopend, in Jenisejsk en Atsjinsk verrezen postexpedities en in Kansk, Minoesinsk en Toeroechansk werden postkantoren geopend. Ongeveer 50 jaar na de instelling van het gouvernement vonden een aantal kleine bestuurlijke wijzigingen plaats in het Russische Rijk: In 1879 werden de okroegen hernoemd tot oejezden. De grenzen van het gouvernement veranderden echter niet en kwamen grotendeels overeen met de huidige grenzen van de kraj Krasnojarsk.

### 20e eeuw
In 1913 werd het gouvernement Jenisej tot onderdeel gemaakt van het gouvernement-generaal Irkoetsk. In april 1914 vestigde het Russische Rijk een protectoraat over Toeva, dat onder de naam kraj Oerjanchaj onderdeel werd van het gouvernement Jenisej. Tijdens de chaotische beginjaren van de Sovjet-Unie bleef deze indeling bestaan. In 1923 begon echter de bestuurlijke onderverdeling van Siberië in rajons, waarmee ook een begin werd gemaakt met de herstructurering van het gouvernement. De volosten werden hierbij vervangen door districten.
Op 25 mei 1925 nam de Raad van Volkscommissarissen het besluit tot de opheffing van alle gouvernementen en oblasten van Siberië en werd het hele gebied in één verenigde kraj Siberië geplaatst (centrum: Novosibirsk) in een mislukte poging om grotere deelgebieden te creëren: Het enorme gebied bleek al snel onmogelijk als een gebied te besturen. Toch duurde het nog tot 1930 alvorens deze kraj weer werd opgesplitst (in het kader van het weghalen van de fouten bij het opdelen van het gebied in districten); in de krajs West-Siberië (centrum: Novosibirsk) en de Oost-Siberië (centrum: Irkoetsk). Bij deze opdeling werd het gebied van het voormalige gouvernement Jenisej opgesplitst: de okroegen Atsjinsk en Minoesinsk en het zuiden van het gebied (Chakassië) werden onderdeel van West-Siberië en de okroegen van Krasnojarsk en Kansk en het noorden van het gebied werden onderdeel van Oost-Siberië. Op 20 december 1930 nam de Raad van Volkscommissarissen het besluit tot de oprichting van de Chakassische autonome oblast en de nationale okroegen Tajmyr (Dolgan-Nenetsië) en Evenkië (in 1977 hernoemd tot autonome okroegen/districten).
In juli 1930 werden de okroegen afgeschaft, omdat deze problemen opleverden bij het herstel van de nationale economie, en vervangen door rajons om beter bestuur mogelijk te maken.
Op 7 december 1934 besloot de Raad van Volkscommissarissen tot de oprichting van de huidige kraj Krasnojarsk (centrum: Krasnojarsk) uit delen van de krajs Oost- en West-Siberië. Onderdeel van de nieuwe kraj vormden Chakassië, Tajmyr en Evenkië en de rajons Bogotolski, Biriljoesski, Atsjinski, Nazarovski, Oezjoerski, Minoesinski, Koeraginski, Karatoezski, Jermakski, Oesinski, Toeroechanski, Jenisejski, Kazatsjino-Jenisejski, Pirovski, Bogoetsjanski, Kezjemski, Bolsjemoertinski, Tasejevski, Soechoboezimski, Dzerzjinski, Abanski, Kanski, Nizjneingasjski, Irbejski, Oejarski, Rybinski, Manski, Novoselovski, Balatsjtinski, Oederejski, Ilanski, Partizanski, Severo-Jenisejski, Krasnotoeranski en Igarka.

## Demografie
In de jaren 1760 tot 1780 werden veel verbanningen uitgesproken naar Siberië. In de jaren 1820 vormde de groep van bannelingen naar aantal personen de tweede bevolkingsklasse van Minoesinsk. In 1863 verbleven 44.994 bannelingen in het gouvernement Jenisej, ongeveer 1/7e van de totale bevolking.
Bij de volkstelling van 1897 werden 570.161 personen geregistreerd in het gouvernement, waarvan 62.900 (11,7%) woonden in de steden. Qua religie overheerste de Russisch-orthodoxie (93,8%), met kleine minderheden van oudgelovigen (2,1%), katholieken (1,1%), joden (1,1%), moslims (0,8%) en lutheranen (0,7%). De alfabetiseringsgraad bedroeg 13,7%.
De etnische onderverdeling was in 1897 als volgt:
| Okroeg                   | Russen | Wolga-Tataren en Chakassen | Oekraïners | Polen | Joden | Evenken | Mordvienen | Jakoeten | Nenetsen | Ketten |
| ------------------------ | ------ | -------------------------- | ---------- | ----- | ----- | ------- | ---------- | -------- | -------- | ------ |
| Totaal                   | 83,0%  | 7,7%                       | 3,8%       | 1,0%  | ...   | ...     | ...        | ...      | ...      | ...    |
| Atsjinski                | 82,7%  | 8,7%                       | 5,7%       | ...   | 1,1%  | ...     | ...        | ...      | ...      | ...    |
| Jenisejski               | 93,3%  | 1,2%                       | ...        | ...   | 1,2%  | 1,9%    | ...        | ...      | ...      | ...    |
| Kanski                   | 86,2%  | 2,3%                       | 7,4%       | 1,5%  | 1,4%  | ...     | ...        | ...      | ...      | ...    |
| Krasnojarski             | 92,4%  | ...                        | 2,2%       | 1,9%  | 1,5%  | ...     | ...        | ...      | ...      | ...    |
| Minoesinski              | 75,8%  | 16,5%                      | 2,9%       | ...   | ...   | ...     | 1,8%       | ...      | ...      | ...    |
| Toeroechansk en omgeving | 27,9%  | ...                        | ...        | ...   | ...   | 14,9%   | ...        | 19,9%    | 28,6%    | 8,4%   |
| Oesinski                 | 88,7%  | 6,6%                       | 2,9%       | ...   | ...   | ...     | ...        | ...      | ...      | ...    |

## Gouverneurs
- Aleksandr Stepanov (1822-1831)
- Ivan Kovaljov (1831-1835)
- Vasili Kopylov (1835-1845)
- Vasili Padalka (1845-1861)
- Pavel Zamjatnin (1861—1868)
- Apollon Lochvintski (1869-1882)
- Ivan Pedasjenko (1882-1889)
- Leonid Teljakovski (1890-1896)
- Vasili Priklonski - plaatsvervangend (1896-1897)
- Konstantin Svetlitski (1897-1898)
- Michail Plets (1898-1902)
- Nikolaj Ajgoestov (1903-1905)
- Viktor Davydov (1905-1906)
- Aleksandr Girs (1906-1909)
- Jakov Bologovski (1909-1913)
- Ivan Kraft (1913-1914)
- Jakov Gololobov (1915-1917)
- Vladimir Kroetovski (1917-1918)
- P. Ozernych (1918)
- Pjotr Trotski (1918-1919)
- Ivan Zavadski (1920)
- Boris Sjoemjatski (1921)
- Feoktist Berezovski (1921)
- Lev Golditsj (1921-1923)
- Pavel Sjichanov (1923-1925)